# Швейцер, Жан-Батист
Жан-Батист фон Швейцер (нем. Johann Baptist von Schweitzer; 12 июля 1833, Франкфурт-на-Майне — 28 июля 1875, Швейцария) — немецкий политик, прозаик, поэт и драматург, адвокат.

## Биография
Родился в старинной аристократической католической семье. Изучал право в университетах Берлина и Гейдельберга, затем работал адвокатом во Франкфурте-на-Майне. Однако, в целом, его больше интересовали политика и литература, чем право.
Под влиянием агитации Фердинанда Лассаля, с которым Швейцер был близко знаком, он примкнул к рабочему движению, стал сторонником социал-демократического движения. Лассаль защищал его от призывов к исключению из движения после того, как в 1862 году Швейцер был осуждён по обвинению в нарушении нравственности за гомосексуализм, утверждая, что сексуальность «должна быть оставлена на усмотрение каждого человека» всякий раз, когда никому другому не причиняется вреда.
В 1865 г. основал в Берлине газету «Sozialdemokrat», в которой в первое время сотрудничали Карл Маркс, Энгельс, И. Ф. Беккер и др.; но скоро у них с Швейцером начались столкновения, и они ушли из газеты.
После смерти Лассаля в 1867 г. возглавил Всеобщий германский рабочий союз («Allgemeine Deutscher Arbeiter-Verein , ADAV»). Этот союз был главной политической организацией, которая вела ожесточенную борьбу с представителями марксистских взглядов, основавшими в 1869 г. в Эйзенахе социал-демократическую партию, внутри которой шли тоже постоянные раздоры и соперничество. В 1867 г. он был избран в северогерманский рейхстаг. В 1868 году ввёл термин «Демократический централизм».
Занимая в политике крайне левую позицию на крайней левой, Швейцер в то же время имел близкие отношения с аристократией и правительством. Противники обвинили его в шпионстве, которое часто повторялось даже много лет спустя после его смерти; хотя никогда не было сделано попытки доказать это, но оно производило впечатление. На выборах в рейхстаг в 1871 г. Швейцер потерпел неудачу, после чего должен был отказаться от председательства в рабочем союзе и совсем сошёл с политической сцены.
Швейцер писал стихи, комедии, имевшие успех на сцене. Ему также принадлежит роман, имевший успех в радикальных кругах: «Lucinde, oder Kapital und Arbeit» (Франкфурт-на-Майне, 1864).
Похоронен на Франкфуртском главном кладбище.

## Избранные произведения
- Alcibiades  (Frankfurt, 1858)
- Friedrich Barbarossa (Frankfurt, 1858)
- Canossa (Berlin, 1872)
- Die Darwinianer (Frankfurt, 1875)
- Die Eidechse (Frankfurt, 1876)
- Epidemisch (Frankfurt, 1876)